# Bryan Price
Pour le joueur, voir Bryan Price (baseball, 1986).
Bryan Roberts Price (né le 22 juin 1962 à San Francisco, Californie, États-Unis) est l'actuel manager des Reds de Cincinnati de la Ligue majeure de baseball. Il est précédemment instructeur des lanceurs chez les Mariners de Seattle, les Diamondbacks de l'Arizona et les Reds.

## Carrière

### Joueur
Bryan Price est un lanceur gaucher de baseball qui évolue dans les ligues mineures de 1984 à 1986 puis en 1988 et 1989. Il est repêché par 3 clubs des Ligues majeures de baseball : les Twins du Minnesota en font leur choix de 21e ronde en 1980 mais il rejoint plus tôt l'Université de Californie à Berkeley où il joue au baseball pour les Golden Bears de la Californie. Choisi par les Orioles de Baltimore, un autre club du baseball majeur, au 7e tour en 1983, il ne signe pas avec la franchise mais est plutôt mis sous contrat l'année suivante par les Angels de la Californie, qui en font leur choix de 8e tour en 1984.
Price maintient une moyenne de points mérités de 3,74 comme lanceur en 5 saisons à différents niveaux de ligues mineures. Une opération au coude gauche handicape sérieusement sa carrière de joueur : il ne joue pas en 1987 et voit se terminer son contrat avec la franchise des Angels. Mis sous contrat par les Mariners de Seattle, il évolue deux autres saisons et cogne à la porte des majeures en atteignant pour la première fois le Triple-A, plus haut niveau des ligues mineures, avec les Cannons de Calgary en 1988 et 1989.

### Entraîneur

#### Ligues mineures
Sa carrière de joueur terminée, Bryan Price entreprend une carrière d'instructeur des lanceurs qui l'amène à travailler au sein de nombreux clubs-écoles des Mariners de Seattle de 1989 à 1997. Il remplit ces fonctions chez les AZL Mariners (Niveau recrues, 1989-1990), les Peninsula Pilots de la Ligue de Caroline (Niveau A+, 1991), les Mariners de Bellingham de la Northwest League (A (saison courte), 1992), les Pilots de Riverside  de la Ligue de Californie (A+, 1993), Bellingham à nouveau en 1994, les AquaSox d'Everett de la Ligue Northwest (A+, 1995), les Roosters de Port City de la Southern League (Double-A, 1996) et les Chicks de Memphis de la Southern League (Double-A, 1997).

#### Mariners de Seattle
Après ces années en ligues mineures, Bryan Price passe les 14 années suivantes comme instructeur des lanceurs dans les Ligues majeures de baseball. Les Mariners de Seattle récompensent ses 9 années de service dans les majeures par un poste d'instructeur des lanceurs du grand club de 2000 à 2005. La première année, Price est nommé instructeur de l'année par Baseball Prospectus. En 2001, année où les Mariners égalent le record des majeures et établissent celui de la Ligue américaine avec une saison de 116 victoires, les lanceurs menés par Price présentent la meilleure moyenne de points mérités (3,54) des deux ligues. En 2003, le personnel de lanceurs de Seattle est second de la Ligue américaine avec une moyenne de 3,76.

#### Diamondbacks de l'Arizona

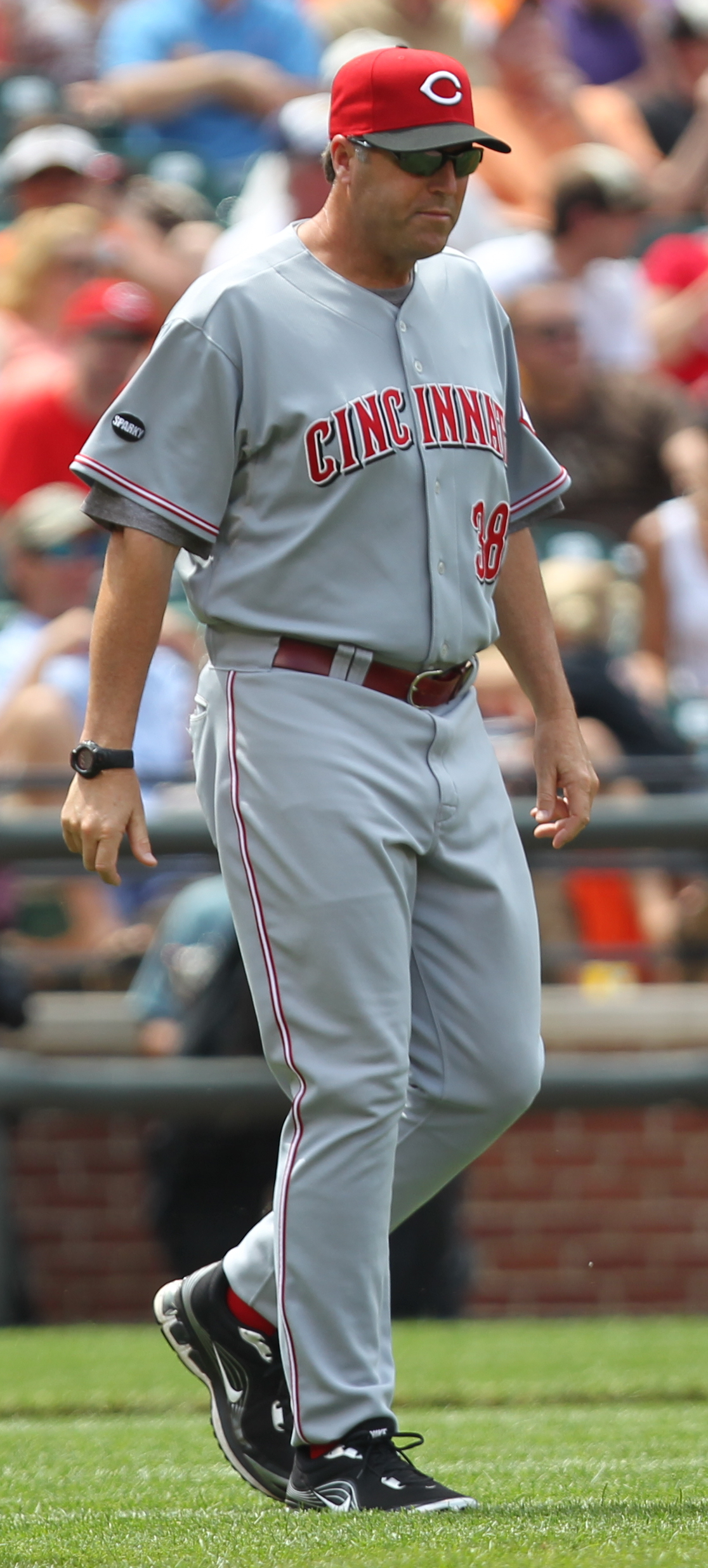
Bryan Price dans l'uniforme des Reds de Cincinnati en 2011.

Price, qui a travaillé sous les ordres du gérant Bob Melvin à Seattle en 2003 et 2004, rejoint celui-ci chez les Diamondbacks de l'Arizona en 2006. Price est l'instructeur des lanceurs du club jusqu'en 2009 et remet sa démission le 8 mai cette année-là lorsque Melvin est congédié et remplacé par A. J. Hinch. En 2007, il est nommé instructeur de l'année par Baseball America.

#### Reds de Cincinnati
Il est instructeur des lanceurs des Reds de Cincinnati pendant 4 saisons, de 2010 à 2013. Le personnel des lanceurs des Reds est l'un des plus performants de l'histoire de la franchise en 2012 avec la 3e meilleure moyenne de points mérités collective (3,34) de la Ligue nationale et un record d'équipe pour les retraits sur des prises (1248). Les releveurs du club limitent les frappeurs adverses à la plus faible moyenne au bâton (,219) de la Nationale cette année-là.
Le 22 octobre 2013, Bryan Price devient le 61e gérant de l'histoire des Reds de Cincinnati lorsqu'il succède à Dusty Baker, congédié le 3 octobre précédent. Il prend dès 2014 le contrôle d'une équipe gagnante de 90 matchs en 2013 et qui vient de participer deux années de suite aux séries éliminatoires.
Cincinnati rate les éliminatoires avec 76 victoires, 86 défaites et une 4e place sur 5 clubs dans la division Centrale de la Ligue nationale en 2014. En 2015, les Reds connaissent une saison difficile et font largement confiance à des recrues inexpérimentées en seconde moitié de campagne, pour finir avec seulement 64 victoires et 98 défaites, le 3e plus haut total de défaites en une saison dans leur histoire, et leur pire saison depuis leur record de 101 revers en 1982. Le 3 octobre 2015, avant-dernier jour de la saison régulière, le directeur général des Reds, Walt Jocketty, annonce que Bryan Price sera néanmoins de retour à la barre des Reds en 2016.